# 요코야마 다쿠지
요코야마 다쿠지(일본어: 横山 卓司, 1990년 4월 19일 ~ )는 일본의 전 축구 선수이다.

## 구단 경력
그는 2014년부터 2021년까지 J리그의 그루자 모리오카, 반라우레 하치노헤에서 활동하였다.